# Steve Martland
Steve Martland (Liverpool, 10 de octubre de 1954 - 6 de mayo de 2013) fue un compositor inglés.

## Biografía
Steve Martland nació en Liverpool, y estudió composición en la Universidad de Liverpool y en los Países Bajos con Louis Andriessen. Él trabajó casi exclusivamente con artistas fuera de las instituciones clásicas - grupos holandeses y americanos, músicos independientes y sobre todo en su propio grupo, Steve Martland Band, con el que recorrió su música a nivel internacional. También trabajó con King's Singers y Evelyn Glennie para quien escribió Street Songs. Martland fue compositor en residencia en el Festival de Música ETNA en Sicilia en 2006 y 2007. Su música ha sido publicada por Schott Music.
Martland murió mientras dormía a la edad de 53 años.

## Discografía
- 1989 - Babi Yar/Drill FACT 266 (Factory Classical)[4]
- 1990 - Orkest de Volharding. Shoulder to Shoulder (Attacca)
- 1990 - Glad Day [featuring Sarah Jane Morris] FACT 306. (Factory)
- 1992 - Crossing the Border FACT 366 (Factory)
- 1992 - Wolfgang FACT 406 (Factory)
- 1994 - Patrol (Catalyst)
- 1995 - The Factory Masters (Catalyst - reissue of Babi Yar/Drill & Crossing the Border)
- 1998 - The King's Singers and Evelyn Glennie. The Street Songs (RCA Victor Red Seal)
- 2001 - Horses Of Instruction (Black Box)
- 2002 - Onyx Brass - Pavanes Fantasias Variations. Mr. Steve Martland after Mr. Henry Purcell: one note fantasy... (Meridian)
- 2007 - Wallace Collection - Hammered Brass. Full Fathom Five (Linn)
- 2009 - Britten Sinfonia 001 - Tiger Dancing {Songs of the Sky - Signum Classics}